# Chloridolum tonguanum
Chloridolum tonguanum är en skalbaggsart som beskrevs av Fernando Chiang 1981. Chloridolum tonguanum ingår i släktet Chloridolum och familjen långhorningar. Inga underarter finns listade i Catalogue of Life.